# Lorenzo Musetti
Lorenzo Musetti (sinh ngày 3 tháng 3 năm 2002) là một vận động viên quần vợt người Ý. Musetti được tập luyện tại La Spezia TC và Tirrenia.

## Sự nghiệp
Anh có thứ hạng ITF trẻ cao nhất là vị trí số 1 trên thế giới. Vào ngày 26 tháng 1 năm 2019, Musetti đánh bại Emilio Nava để vô địch nội dung đơn nam trẻ Úc Mở rộng 2019.. Anh lần đầu ra mắt tại vòng đấu chính ATP tai giải Dubai Championships 2020 sau khi vượt qua vòng loại, nơi anh thua ở vòng 1. Giải đấu thứ 2 ở cấp độ tour của anh là giải Rome Masters 2020, nơi anh đánh bại nhà vô địch Grand Slam, Stan Wawrinka, sau 2 set ở vòng 1 và trở thành tay vợt đầu tiên sinh năm 2002 thắng 1 trận đấu ATP.

## Chung kết Challenger và Futures

### Đơn: 3 (3–0)
| Chú thích (Đơn)           |
| ------------------------- |
| ATP Challenger Tour (1–1) |
| ITF Futures Tour (2–0)    |

| Danh hiệu theo mặt sân |
| ---------------------- |
| Cứng (0–0)             |
| Đất nện (3–0)          |
| Cỏ (0–0)               |
| Thảm (0–0)             |

| Kết quả | T–B | Ngày              | Giải đấu            | Thể loại   | Mặt sân | Đối thủ             | Tỉ số              |
| ------- | --- | ----------------- | ------------------- | ---------- | ------- | ------------------- | ------------------ |
| Vô địch | 1–0 | Tháng 10 năm 2019 | Antalya, Thổ Nhĩ Kỳ | Futures    | Đất nện | Fabian Marozsan     | 7–5, 6–2           |
| Vô địch | 2–0 | Tháng 10 năm 2019 | Antalya, Thổ Nhĩ Kỳ | Futures    | Đất nện | Ronald Slobodchikov | 6–4, 6–1           |
| Vô địch | 3–0 | Tháng 9 năm 2020  | Forlì, Ý            | Challenger | Đất nện | Thiago Monteiro     | 7–6(7–2), 7–6(7–5) |
| Á quân  | 3–1 | Tháng 1 năm 2021  | Antalya, Thổ Nhĩ Kỳ | Challenger | Đất nện | Jaume Munar         | 7-6(9-7), 2-6, 2-6 |

## Chung kết Grand Slam trẻ

### Đơn: 2 (1 danh hiệu)
| Kết quả | Năm  | Giải đấu   | Mặt sân | Đối thủ             | Tỉ số                |
| ------- | ---- | ---------- | ------- | ------------------- | -------------------- |
| Á quân  | 2018 | Mỹ Mở rộng | Cứng    | Thiago Seyboth Wild | 1–6, 6–2, 2–6        |
| Vô địch | 2019 | Úc Mở rộng | Cứng    | Emilio Nava         | 4–6, 6–2, 7–6(14–12) |

## Thành tích đối đầu với các tay vợt trong top 10
Thành tích đối đầu của Musetti trước các tay vợt từng xếp hạng trong top 10.
- Kei Nishikori 1–0
- Stan Wawrinka 1–0

* Tính đến  ngày 18 tháng 9 năm 2020.